# Attentat de la mosquée Imam Bargah de Kandahar
L'attentat de la mosquée Imam Bargah est un attentat-suicide survenu le 15 octobre 2021 à la mosquée Imam Bargah, une mosquée chiite lors de la prière du vendredi à Kandahar, en Afghanistan, faisant au moins 65 morts et plus de 70 blessés,. L'État islamique - Province de Khorassan a revendiqué la responsabilité de l'attaque selon un communiqué publié par l'aile médiatique du groupe, Amaq. Il est survenu une semaine après un attentat revendiqué par l'État islamique - Province de Khorassan dans une mosquée de Kondoz ayant fait au moins 50 morts,.